# Bédat & Co.
Bédat & Co es una marca de relojes suizos fundada el 8 de octubre de 1996 por la Sra. Simone Bédat y su hijo Christian Bédat. Desde el año 2009, la firma es propiedad de Luxury Concepts, una empresa de Malasia.

## Historia
Simone Bédat y su hijo Christian Bédat dejaron la marca de relojes suizos de lujo Raymond Weil para crear su propia marca, Bedat, en 1996. La primera colección de relojes, el N°3, N°7, y Ref. 304, se presentó en 1997 durante el salón Baselworld.
En 2000, Gucci adquirió el 85% de Bedat & Co con Christian Bédat como presidente. Simone Bedat ayudó a su hijo sin remuneración y nunca fue empleado de la empresa. Los relojes en 2000 costaban en promedio $5,000. En 2005, Gucci se convirtió en el único propietario de Bedat & Co después de comprar el 15% restante de la empresa.
En 2006, Simone y Christian Bédat dejaron la empresa. En 2008, la marca de relojes suizos inauguró su primera boutique independiente en Kuala Lumpur, cuya inauguración estuvo a cargo de la sultana Nur Zahirah y del rajá Permaisuri Agong.
En 2009, la empresa Luxury Concepts, con sede en Malasia, adquirió Bedat & Co y la mantuvo como marca de relojes suizos con distribución global. En 2010, Bedat & Co volvió a trabajar con el diseñador Dino Modolo para su nueva colección.

## Simone Bédat
Nació en 1931, en Lugnez, cerca de Porrentruy. A los quince años empezó su aprendizaje en la fábrica de cajas Lang S.A. Tres años después, se incorporó al departamento comercial como jefa de oficina, puesto en el que permaneció durante aproximadamente diez años hasta que empezó a trabajar en la empresa de relojes Camy, en Ginebra, donde se convertirá en la mano derecha de Raymond Weil, quien poco después asumió el cargo de director general.
Al fallecer el propietario de Camy, ambos dejaron esta empresa para asociarse y crear también en Ginebra, en 1975, la firma Raymond Weil, empresa que en 1989 se convirtió en la 5ª casa exportadora de relojes suizos, y cuyas ventas directas se elevaban a 130 millones de francos suizos. En 1995, Simone Bédat vendió su participación (24 %) a Raymond Weil y junto a su hijo Christian dejaron la empresa en julio de 1996 para fundar Bédat & Co.

## Christian Bédat
Hijo de Simone Bédat, nació el 21 de julio de 1964. Tras obtener su licenciatura en Ciencias Económicas en Lausana en 1987, se estableció en Hong Kong, donde trabajó durante dos años en Eco Swiss China Time como responsable de la producción de los relojes Benetton by Bulova. En 1990, se incorporó a Raymond Weil, donde colaboró ejerciendo diversas responsabilidades en los departamentos de compras, producción, y ventas, hasta ocupar el puesto de Director de Creación, siendo su última creación el W1.

## Productos
La marca Bédat & Co. es especialista en relojes de lujo para mujer, combinados con piedras preciosas. En 2016, estos productos estaban disponibles en los salones privados de la compañía situados en Londres.

## Sede
En 2009, la sede se estableció en Ginebra y emplea a doce personas. La producción se realiza en Les Brenets, en el cantón de Neuchâtel (Suiza).

## Patrocinio
A principios de la década de 2000, la empresa patrocinó el trimarán Alinghi de Ernesto Bertarelli, que luego pasó a llamarse Bédat & Co.